# Taneční zóna
Taneční zóna je časopis založený v roce 1997; reagoval na novou situaci v tanečním umění a na vstup současných tanečních směrů na území České republiky a Slovenska.. Od roku 2008 má i svoji on-line verzi. Přináší informace z tanečního dění nejen domácího, ale i zahraničního, a tancem za zemí Visegradské čtyřky

## Zaměření
Přináší informace a analýzy tanečního dění domácího i zahraničního, se zvláštním přihlédnutím ke středoevropskému prostoru – zemím Visegrádské čtyřky. Udržuje povědomí o tanečním umění a zasvěceně ho reflektuje. Tanec chápe v  celé šíři performativního a fyzického umění s přesahy do ostatních oborů. Věnuje se modernímu scénickému tanci (contemporary dance) i baletu, novému cirkusu, fyzickému divadlu i performanci. Přináší on-line[zdroj?] reportáže z tanečních festivalů, o významných představeních publikuje rozsáhlé recenze v tištěné verzi. Taneční zóna staví současné dění i do kontextu s děním minulým. 

## Historie
Taneční zónu vymyslela Anna Irmanovová na podzim roku 1996. U zrodu Taneční zóny stála Lenka Flory a tehdy patnáctiletý Vít Klusák, který se osvědčil jako taneční fotograf. Do vzniklého sdružení byli šéfredaktorkou osloveni do redakční rady: Eva Blažíčková, Nina Vangeli, Yvona Kreuzmannová a Ondřej Hrab. Anna Irmanovová vedla revui od roku 1996 do roku 2002. Z původniho nápadu Lenky Flory vydávat informativnī oběžník pro tanečníky vytvořila Anna Irmanovová plnohodnotnou kritickou revui s uměleckými fotografiemi. Prvním grafikem revue byl Ivan Mečl a tehdejší měsíčník vycházel ve zpracování studia Divus. Nina Vangeli se v roce 1997 stala zásadní přispěvatelkou, za její podpory vychází v časopise pravidelně Slovník divadelní antropologie od Eugenio Barby. Nina Vangeli působí dosud v redakci jako senior editor. [zdroj?]  V prvních letech Taneční zóna spolupracovala s francouzskými a britskými časopisy. Původní název Taneční sezóna byl v roce 2001 nahrazen názvem Taneční zóna. První čísla vycházela za podpory Evy Blažíčkové a Yvony Kreuzmannové.[zdroj?] Časopis využívá všech distribucí a dostává se ve formě předplatného do uměleckých škol i mimo Prahu. V letech 2008-2013 řídila Taneční zónu Jana Návratová, od roku 2014 je šéfredaktorem Vladimír Hulec.[zdroj?] Tištěný časopis Taneční zóna vychází čtyřikrát ročně, a má minimálně 80 stran plných informací. Taneční zóna usiluje o co nejlepší grafické zpracování a o publikování kvalitních fotografií.[zdroj?]

## Dostupnost
Časopis Taneční zóna je k dispozici ve všech krajských vědeckých knihovnách, v Národní knihovně v Praze a v Moravské zemské knihovně v Brně.